# Synema tibiale
Synema tibiale är en spindelart som beskrevs av Dahl 1907. Synema tibiale ingår i släktet Synema och familjen krabbspindlar.
Artens utbredningsområde är Malawi. Inga underarter finns listade i Catalogue of Life.